# Nesoptilotis
Nesoptilotis är ett litet fågelsläkte i familjen honungsfåglar inom ordningen tättingar. Släktet omfattar endast två arter som förekommer i nordöstra Australien:
- Vitörad honungsfågel (N. leucotis)
- Gulstrupig honungsfågel (N. flavicollis)

Arterna i släktet inkluderas tidigare i Lichenostomus.